# Conus zebroides
Espèce
Statut de conservation UICN

 NT D2 : Quasi menacé
Conus zebroides est une espèce de mollusques gastéropodes marins de la famille des Conidae.
Comme toutes les espèces du genre Conus, ces escargots sont prédateurs et venimeux. Ils sont capables de « piquer » les humains et doivent donc être manipulés avec précaution, voire pas du tout.

## Description
La taille d'une coquille adulte varie entre 18 mm et 51 mm. La coquille est brun jaunâtre, longitudinalement, irrégulièrement rayée de marron, s'étendant sur la spire.

## Distribution
Cette espèce marine est endémique de l'Angola.

### Niveau de risque d’extinction de l’espèce
Selon l'analyse de l'UICN réalisée en 2011 pour la définition du niveau de risque d'extinction, en 1996, cette espèce a été évaluée comme Vulnérable D2, sur la base de son aire de répartition limitée, cependant, il n'y a aucune preuve que les populations soient en déclin. Néanmoins, cette espèce n'est présente que dans quelques baies et est considérée comme peu commune. Elle possède une coquille attrayante et vit dans des eaux peu profondes où elle peut être facilement récoltée. Les menaces potentielles liées à l'augmentation des activités de forage pétrolier et à la collecte pourraient entraîner un déclin des populations à l'avenir, mais pas au point de rendre l'espèce éteinte ou en danger critique d'extinction dans un court laps de temps. Par conséquent, elle a été inscrite dans la catégorie "quasi-menacée".

## Taxonomie

### Publication originale
L'espèce Conus zebroides a été décrite pour la première fois en 1848 par le zoologiste français Louis Charles Kiener dans « Spécies général et iconographie des coquilles vivantes Vol 2 »,.

### Synonymes
- Conus (Lautoconus) zebroides Kiener, 1848 · appellation alternative
- Conus angolensis Paes Da Franca, 1957 · non accepté
- Varioconus zebroides (Kiener, 1848) · non accepté